# Woolwich Foot Tunnel

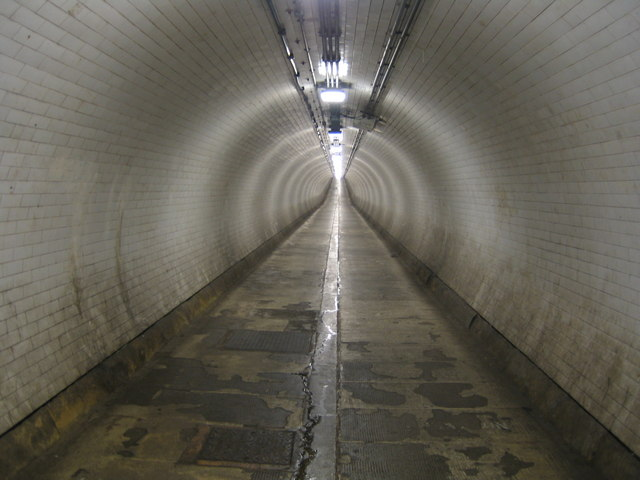
Zicht vanuit North Woolwich naar het laagste punt van de tunnel

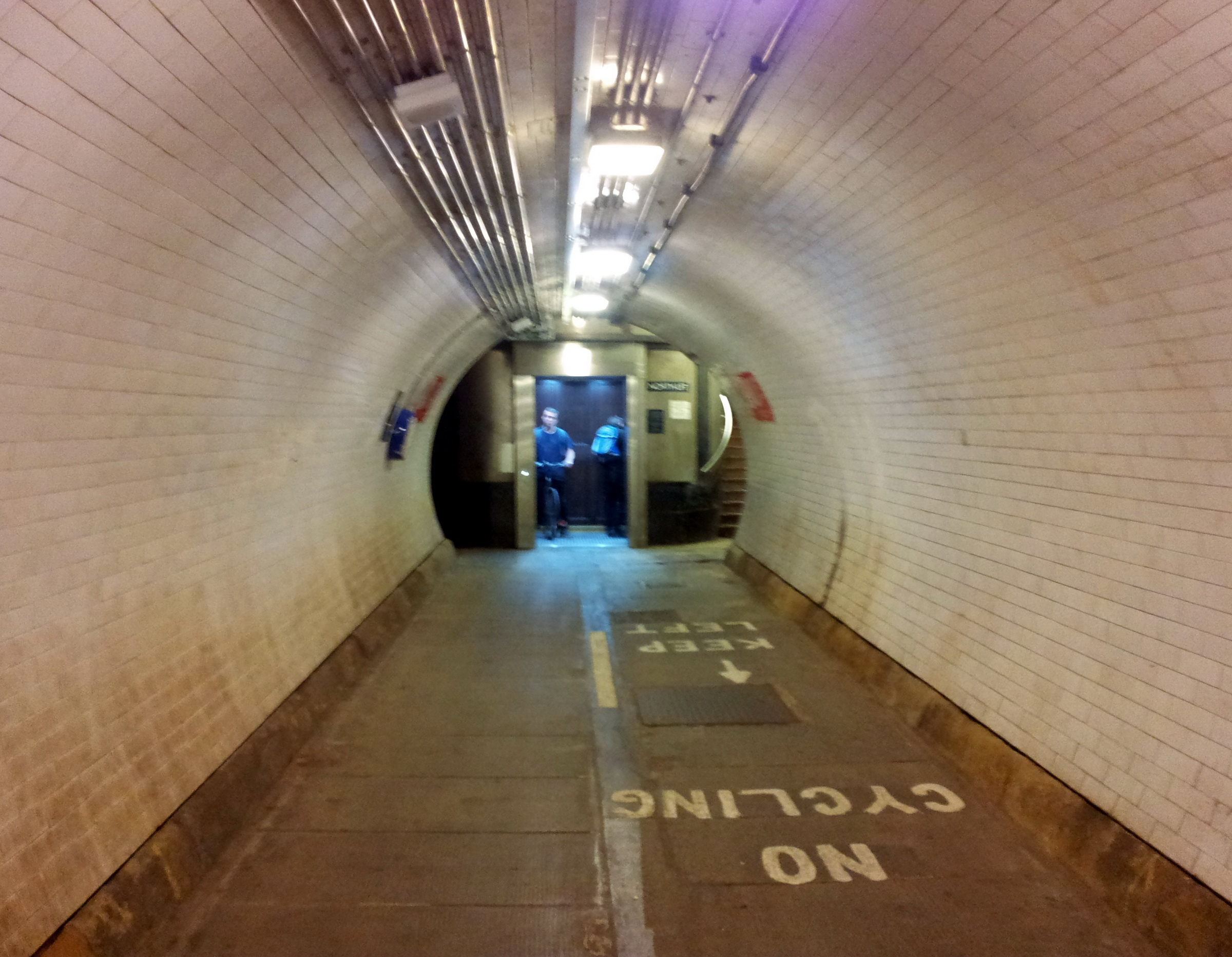
De tunnel na de renovatie, nabij de noordelijke liftingang

De Woolwich Foot Tunnel is een tunnel voor voetgangers onder de Theems in Londen. De uit 1912 daterende tunnel verbindt de wijk North Woolwich in de Borough of Newham met Woolwich in de Royal Borough of Greenwich. De entreegebouwen van de tunnel zijn sinds 1989 Grade II Listed Buildings.

## Ligging
De voetgangerstunnel van Woolwich bevindt zich op een punt in de Theems, waar maar liefst vier rivierovergangen te vinden zijn. Van west naar oost: de Woolwich Ferry, de Woolwich Foot Tunnel, de nieuwe Crossrail-tunnel en de tunnel van de Docklands Light Railway. De in 2013-14 geboorde Crossrail-tunnel bevindt zich op een afstand van minder dan 100 m ten oosten van de voetgangerstunnel, maar ligt aanzienlijk dieper. De Woolwich Ferry beschrijft bij zijn overtocht een curve en passeert daarbij tweemaal de voetgangerstunnel, maar blijft daar uiteraard ver boven.

## Geschiedenis
Al in de middeleeuwen bestond de mogelijkheid om bij Woolwich, toen nog in het graafschap Kent gelegen, de Theems over te steken door middel van een pontveer (in 1308 genoemd). Door de stormachtige ontwikkeling die zowel Woolwich als de Docklands in de 19e eeuw doormaakten, ontstond een groeiende behoefte om hier een vaste oeververbinding te realiseren. Deze was hoofdzakelijk bedoeld voor arbeiders uit Woolwich die in de haven van Londen werkten, maar ook voor arbeiders uit North Woolwich die bij Royal Arsenal werkten. Omdat de Woolwich Ferry 's nachts en bij mist niet voer en soms overvol was, was een alternatief in de vorm van een voetgangerstunnel gewenst. Het was vooral te danken aan de inspanningen van de politicus Will Crooks, die zelf in de haven gewerkt had, dat de tunnel er kwam.
De Woolwich Foot Tunnel, die in meerdere opzichten lijkt op de tien jaar eerder gereedgekomen Greenwich Foot Tunnel, werd gebouwd naar een ontwerp van Maurice Fitzmaurice. Opdrachtgever was de London County Council (LCC). Bij de oorspronkelijke bouwsom van £78.860 waren geen liften inbegrepen; deze werden later voor £5.000 toegevoegd. De bouw ging van start op 1 mei 1910 met de constructie van de noordelijke tunnelschacht. Het graven van de tunnel zelf, volgens de "shield"-hogedrukmethode, vond plaats tussen december 1910 en oktober 1911. Er werd rond-de-klok doorgewerkt in achtuurs-ploegendiensten, waardoor per dag gemiddeld 2,5 m gegraven kon worden. De opening vond plaats op 26 oktober 1912 door Lord Cheylesmore, voorzitter van de LCC.
In 2010 begon de renovatie van de beide voetgangerstunnels in de Royal Borough of Greenwich. Doel was lekkages tegen te gaan en nieuwe liften, bewegwijzering, cameratoezicht en bekabeling voor mobiele telefonie te installeren. Gedurende de werkzaamheden was de tunnel op weekdagen overdag gesloten. Ondanks complicaties tijdens de werkzaamheden kon de tunnel in december 2011 weer in gebruik worden genomen, hoewel de nieuwe liften pas in mei 2014 werden opgeleverd.
In 2013 werd de vereniging Friends of Greenwich and Woolwich Foot Tunnels (FOGWOFT) opgericht.

## Beschrijving
De toegang tot de tunnelschacht is aan beide uiteinden van de tunnel gesitueerd in een rond entreegebouw met een lift en een wenteltrap. De gebouwen zijn in typisch laat-victoriaanse stijl met muren van rode baksteen en een deels koperen, deels glazen dak. De trappenhuizen bestaan uit circa 18 m diepe stalen caissons die aan de binnenzijde met baksteen en tegels zijn bekleed. Het noordelijk trappenhuis telt 126 treden. De liften hebben elk een capaciteit van 40 passagiers.
De lengte van de tunnel is 498 m (504 m volgens een andere bron). Op het diepste punt ligt de tunnel ongeveer 3 m onder de rivierbedding. De gietijzeren ringen waaruit de tunnelbuis is opgebouwd hebben een diameter van 386 cm. Deze zijn met beton bedekt en afgewerkt met witte geglazuurde tegels. Het loopvlak is geplaveid met Yorkshire zandsteen.
De tunnel wordt jaarlijks door circa 300.000 personen gebruikt, een aantal dat ooit vele malen hoger lag. Hoewel fietsen verboden is, wordt hiertegen niet opgetreden.

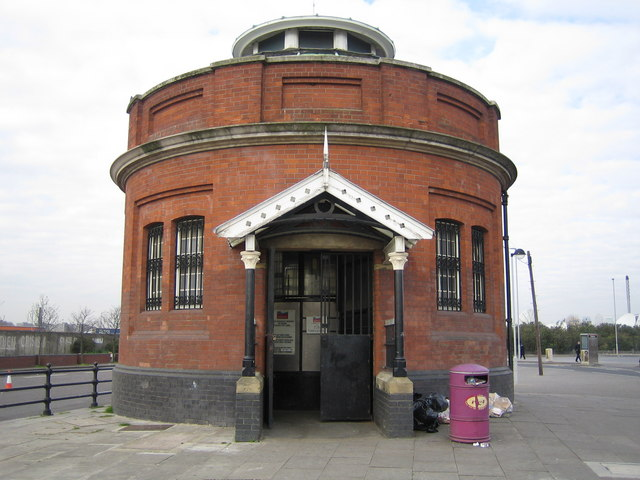
Entreegebouw North Woolwich
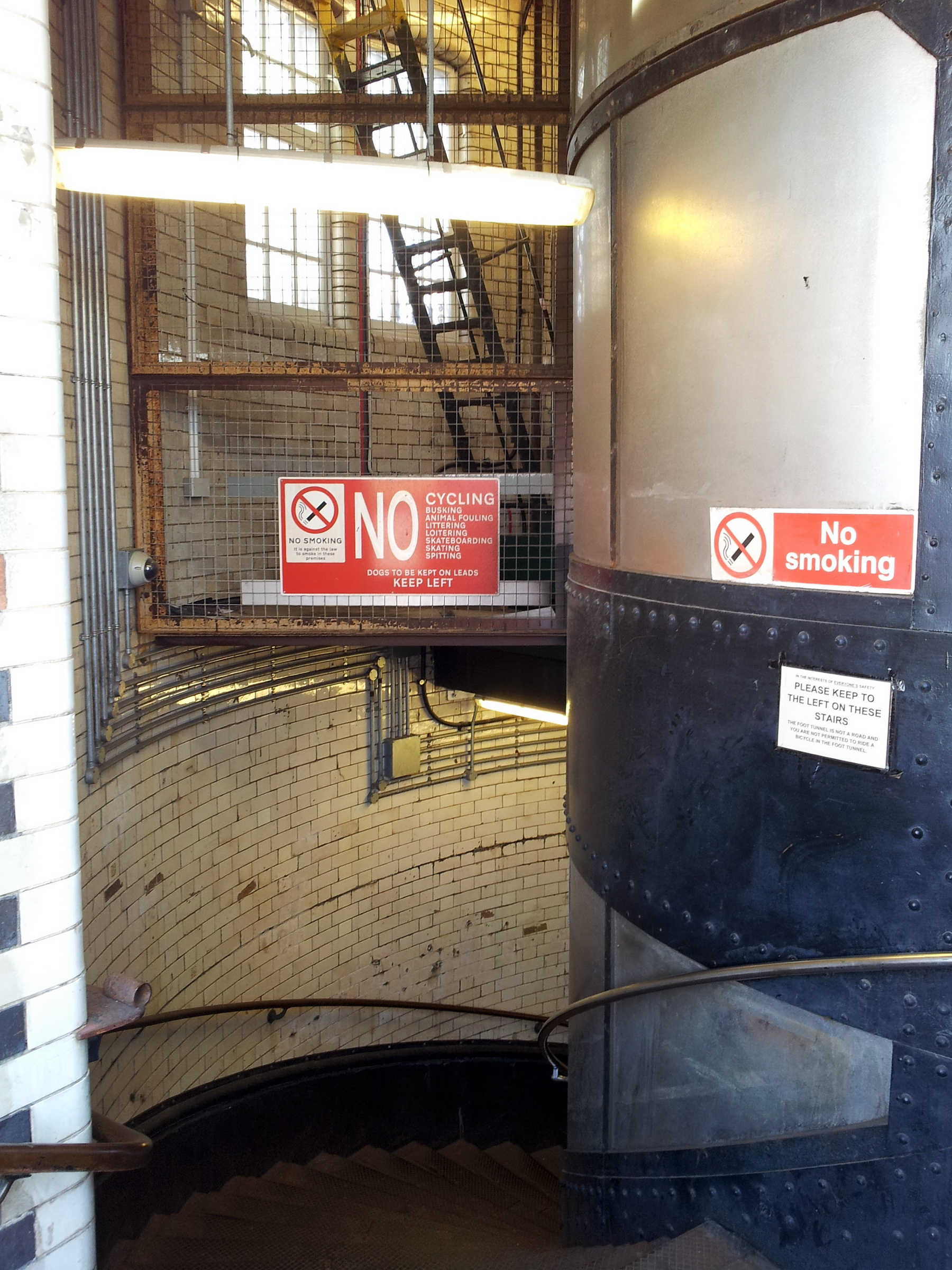
Noordelijk trappenhuis
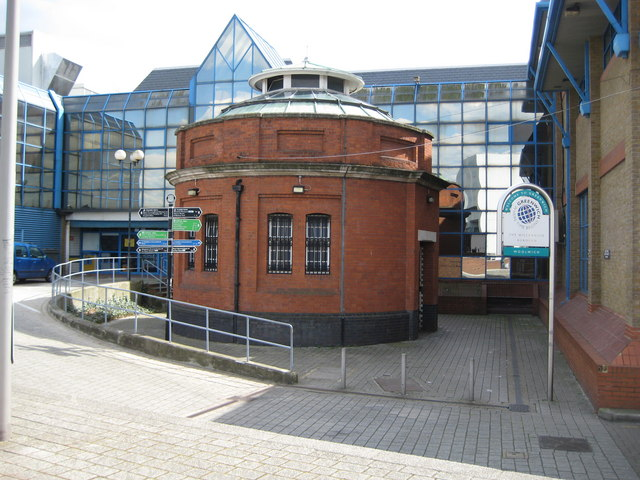
Entreegebouw Woolwich
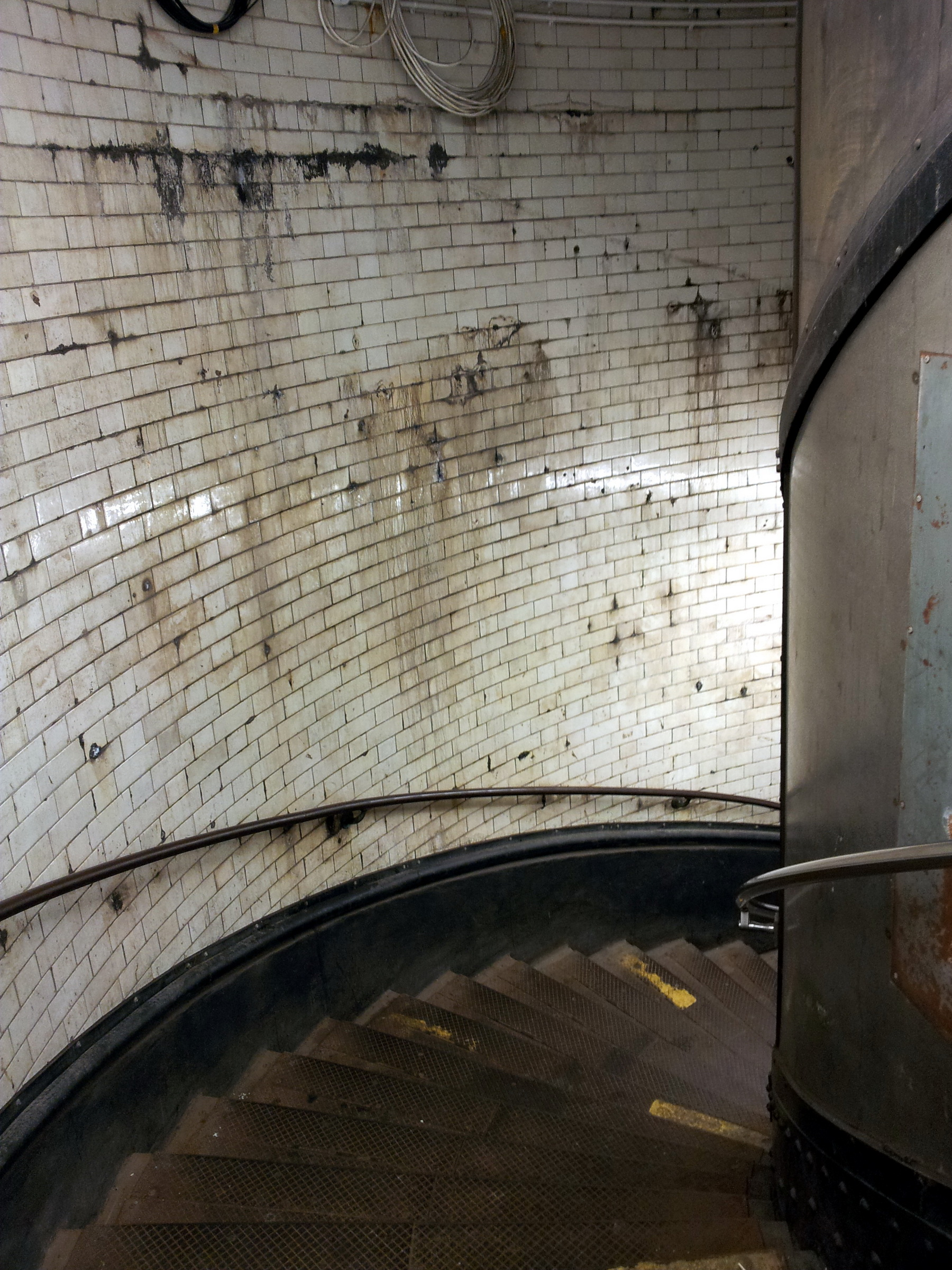
Zuidelijk trappenhuis